# Monoteísmo primitivo
Monoteísmo primitivo é uma teoria desenvolvida por Wilhelm Schmidt (1868 - 1954), antropólogo, linguista e etnólogo alemão, segundo o qual a religião teve início com a crença em um deus único.
De 1912 até sua morte em 1954, Schmidt publicou seus 12 volumes Der Ursprung der Gottesidee (A Origem da Ideia de Deus). Nesta obra ele explicou a sua teoria do monoteísmo primitivo de que a religião em quase todos os povos tribais começou com um conceito essencialmente monoteísta de um grande deus (geralmente um deus-céu), que era um criador benevolente. Ele argumentou que todas as culturas primitivas no mundo tem essa noção de um deus supremo. Eles adoram uma única divindade, superior, onisciente e essencialmente similar ao Deus do cristianismo. Aqui estão algumas crenças típicas que ele observou:
- Deus vive no, ou acima, do céu;
- Ele é como um homem, ou um pai;
- Ele é o criador de tudo;
- Ele é eterno;
- Ele é onisciente;
- Tudo que é bom fundamentalmente vem Dele e Ele é o doador da lei moral;
- Ele julga as pessoas após sua morte;
- As pessoas estão alienadas dele devido a algum delito no passado;
- Ele é muitas vezes suplantado pelos deuses nas religiões que são "mais acessíveis", mas muitas vezes as religiões carregam uma memória distante deste "Deus-Céu" com quem perderam contato.

Baseado em suas descobertas, Schmidt afirmou que todos os povos originalmente acreditavam em um deus único. No entanto, devido à rebelião contra Ele, essas pessoas alienaram-se dele e seu conhecimento de Deus foi perdido.
O que Wilhelm Schmidt estava propondo era que as religiões primitivas não eram animistas, nem totêmicas como se acreditava, mas que começaram como monoteístas. Assim, de acordo com Schmidt, o monoteísmo é o mais antigo sistema religioso no mundo. Essa teoria tem sido pouco discutida e muito rejeitada nos meios acadêmicos.